# Salchak Toka
Salchak Kalbakkhorekovich Toka (tiếng Nga: Салчак Калбакхорекович Тока, 15 tháng 12 [lịch cũ 2 tháng 12] năm 1901 – 11 tháng 3 năm 1973) là một chính trị gia Tuva sau đó là Liên Xô. Ông là Tổng Bí thư Tỉnh ủy Tuva của Đảng Cộng sản Liên Xô từ 1944 đến 1973, trước đó ông là Tổng Bí thư Ban Chấp hành Trung ương của Đảng Cách mạng Nhân dân Tuva và là nh tụ tối cao của Cộng hòa Nhân dân Tuva từ 1932 cho đến khi sáp nhập vào Liên Xô.